# Henrik Irgens
Henrik Irgens (* 25. Januar 1899 in Kristiania, heute Oslo; † 9. Juni 1938 in Oslo) ist ein norwegischer katholischer Priester und Redakteur.

## Leben
Henrik Irgens wurde 1899 in Oslo geboren. Er gehörte zur Familie Irgens und war der Sohn des Diplomaten und späteren Außenministers Johannes Irgens und dessen Frau Minda „Lilla“ Marie Gulbranson. 
Nach seinem Studium in Paris konvertierte er 1918 aus der Norwegischen Kirche zur römisch-katholischen Kirche. Er wurde am 27. September 1925 von Bischof Johannes Olav Smit zum Diakon geweiht. 1926 wurde er zum Priester geweiht und studierte anschließend an der Päpstlichen Diplomatenakademie. 
1927 wurde er Kaplan in St. Paul in Bergen. Im Juni 1929 wurde er Herausgeber der Zeitschrift St. Olav und Sekretär des Apostolischen Vikariats. Im Oktober 1930 starb der Apostolische Vikar von Norwegen und Spitzbergen Olav Offerdahl und Irgens wurde zum Apostolischen Administrator ernannt. Im folgenden Jahr teilte Papst Pius XII. mit der Bulle Paterna caritas Norwegen in drei Kirchenbezirke auf und Irgens blieb gleichzeitig Administrator von Oslo, Mittelnorwegen und Nordnorwegen, bis Jacob Mangers 1932 zum Apostolischen Vikar von Oslo, Cyprian Witte SSCC zum Superior von Mittelnorwegen und Johannes Starke MSF zum Superior von Nordnorwegen ernannt wurde. Im September 1932 wurde er zum Päpstlichen Hausprälaten mit dem Titel Monsignore ernannt. 
Im Anschluss wurde er Pfarrer in Fredrikstad. Im Januar 1934 wurde er zum Provikar, also Stellvertreter des Apostolischen Vikars, ernannt. Im November 1934 trat er sein letztes Amt als Pfarrer der St.-Olav-Gemeinde in Oslo an. Ursprünglich sollte er das Amt nur vorübergehend übernehmen, hatte es aber bis zu seinem Tod inne. 
Er starb am 9. Juni 1938 in Oslo und ist auf dem Vår-Frelsers-Friedhof begraben.